# Tomo Novosel
Tomo Novosel, slovenski pesnik, pisatelj, scenarist in režiser, * 7. april 1989, Slovenj Gradec.

## Filmografija

### Tu se piše življenje (2013)
Novosel je bil scenarist in režiser za slovenski celovečerni film z naslovom Tu se piše življenje, ki je izšel 8. februarja 2013. Pri filmu gre za prvi koroški celovečerec, ki za prostor dogajanja jemlje dva gostinska lokala v katerih se prepleta več zgodb z dialogi. Film naj bi bil odsev družbenega življenja. Skozi celoten film sledimo vsakemu posamezniku, poudarek pa je na treh glavnih likih, katerih zgodbe se dogajajo ločeno in se na koncu združijo v tragičen konec za vsakogar. Namen zgodbe je tudi ta, da v veseli, humorni tematiki, ki je na trenutke izredno resna kot tudi nadvse neobičajna, gradimo prostor, ki služi za nepredvidljiv konec. Film sta posnela Miha Kolar in Tine Lenart, avtorsko glasbo, ki tvori pomemben del vsebine, pa sta prispevala Franc Vezela in Lara Sedar. Filmska glasba v izvedbi Vezele in skupin Franc&Roses, SpunkbandA ter Matalaje, naj bi dopolnjevala sporočilo filma, četudi pesmi niso bile napisane ekskluzivno za ta namen. Gre za angažiran filmski projekt, ki ne nagovarja samo s sporočilom, ki ga gledalci iz zatemnjene kinodvorane odnesejo domov in tako ali drugače vtkejo v svoje življenje, temveč ciljno nagovarja tudi lokalno in širšo politično ter gospodarsko okolje v razmišljanju, da mimo ustaljenih skladov za financiranje filmske umetnosti podpre ustvarjanje mladih na filmskem področju.

### Vezela (2013)
27. junija 2013 je bil premierno predstavljen dokumentarni film VEZELA, katerega režiser je bil Novosel. V treh snemalnih dneh je posnel skupaj z direktorjem fotografije Miho Kolarjem posnel dobrih petdeset minut dolg film o Zlatku Verzelaku, ki je bolj znan pod psevdonimom Franc Vezela. Dokumentarec predstavlja življenjsko zgodbo Vezele, kontroverznega umetnika, kantavtorja, šansonjerja in glasbenika, ki ga občinstvo v zadnjem času najpogosteje povezuje z glasbenima zasedbama Franc'n'Roses in Matalaja. Kantavtor, ki ga je radijska voditeljica Ida Baš po njegovih informacijah oklicala za šansonjerja (in nad čemer ni bil navdušen), meni, da je poproker. Vsekakor ima svojstven glasbeni izraz, ki mu avtoritete v kulturi ne odrekajo genija. Film se sprehodi skozi življenje umetnika, o njem spregovorijo njegovi svojci, prijatelji, soustvarjalci in znanci, v filmu pa Franc o sebi spregovori tudi sam, se presunljivo lucidno zazre vase in iskreno sooči s samim seboj. Zgodba o človeku, ki je večji del svojega opusa ustvaril v ekstatičnem svetu fantazem, mnogokrat krepko podprtih s substancami in zaradi tega (pre)večkrat nerazumljenih ali spregledanih.

### Skečiranje (2014)
Skečiranje je kratka spletna mini-serija posneta brez finančnih sredstev, ki jo je režiral Novosel. Igralci iz prejšnjih projektov so se združili da so-ustvarijo pet zase ločenih krajših epizod katerih scenaristi so igralci sami s pomočjo zunanjih idej in scenarijev – rezultat je kratka humorno naravnana družbeno-kritična sezona Skečiranja, ki vabi k razmisleku. Skečiranje med drugim tematizira protikadilski zakon, spletno stran Prevozi in družabno omrežje Facebook.

### Rezbar (2015)
Novoselov najodmevnejši filmski projekt je mednarodno nagrajen neodvisni kratki igrani film Rezbar, ki je bil posnet za 500 evrov. Rezbar je njegov tretji film, a prvi, ki je bil posnet izključno z namenom, da se predstavi na filmskih festivalih v tujini. Posebnost filma je, da je posnet v slovenskem in francoskem jeziku, saj zgodba govori o mladi francozinji, ki zaide v Rezbarjevo življenje in mu ga v enem dnevu spremeni. V glavnih vlogah nastopata Peter Korbus (Rezbar) in Maša Flogie (Juliette), direktor fotografije pa je že tretjič zapored bil Miha Kolar. Rezbar je bil predvajan na 20 filmskih festivalih po svetu, kjer je osvojil pet nagrad.

### Onomatopoetikon življenja (2008)
Onomatopoetikon življenja (COBISS) je pesniška zbirka, razdeljena na pet poglavij, ki je nastala v sodelovanju z Romano Kovač. Vsebuje 41 pesmi, ki nam prikažejo stvaritve vsakega avtorja posebej, na včasih bizaren cik-cak način, a potrebno je omeniti, da tudi po tematiki, kar se na koncu izkaže kot dokaj dobra izbira. Poglavja si sledijo v sledečem vrstnem redu:
1. Nonparazitna sreča (Novosel)
2. Ljubezenski komentarji (Kovač)
3. Nejunaški konfuz (Novosel)
4. Obrazi nesreče (Kovač)
5. Njej, ki ji ni uspelo biti (Novosel)

Avtorja zasleduje monotona depresivnost povezana z ljubeznijo, razočaranju in ideologijo življenja. Avtor rad skače med morbidnostjo v tematiko otroštva. V določenih delih nas avtor popelje v svet ontologije. Objekt poželenja je resnica, ki pa je prikazana iz različnih aspektov, tudi iz moralnega. Nekako zadnje pesmi zapečatijo celotno zbirko, a ravno tukaj se včasih dobi občutek, da pesmi ne predstavljajo zgolj same sebe, ampak svojevrstno zgodbo, ki se v naših življenjih vedno ponavlja.
X: 3.1
Odsev proletarskega ekrana,
blišč slike,
kraljevi zvoki mrtvih strun ...
Ti je všeč
ta impresija

okna v svet?

### Normala utruja (2011)
Roman Normala utruja (COBISS), ki je izšel leta 2011, opisuje izrazito teistično tematiko, povezano z monoteističnim verovanjem v islamu, ter »nekaj pivi vmes«. Čtivo, ki tudi muslimanom predstavi dvome, težave, razmišljanja in občutke simpatizerjev islama in novih muslimanov. Gre torej za neke vrste dnevnik oz. zapiske, ko je Novosel preživel kar nekaj časa z muslimanskimi verniki. Pri tem se zaveda, da je nevtralnost pisca tako rekoč nedosegljiva, saj ima vsak svoje predsodke, še posebej kadar govorimo o veri – verovanju drugih. Ključno vprašanje knjige je, ali je sploh mogoče spremeniti svojo osebnost.

## Razno

### Eksperimentalna razstava (2011)
Leta 2011 sta skupaj s slikarko Kajo Kos priredila razstavo v Narodnem domu Mežica. Razstava je na svoj unikaten način bila poskus povezave poezije Novosela in slik Kosove . Mlada ustvarjalca sta vsak s svojim "orodjem", eden z rimo, drugi s čopičem, za obiskovalca pripravila zanimivo kombinacijo - pesmi, katerih trenutki so ujeti v sliki 

## E-knjige
- Onomatopoetikon življenja (Celotna pesniška zbirka v spletnem formatu) Arhivirano 2009-05-28 na Wayback Machine.

## Mednarodni festivala kratkega filma SHOTS
Je direktor neodvisnega mednarodnega festivala kratkega filma SHOTS, ustanovljenega 2016, ki je tako Slovenj Gradec kot Koroško postavil na filmski zemljevid sveta. Zaradi uspešnega festivala je v avgustu 2018 postal tudi ime meseca na radijski postaji Val 202.